# Аносовська (станція)
Аносовська (рос. Аносовская) — станція Тиндинського регіону Далекосхідної залізниці Росії, розташована на дільниці Тинда — Бамівська між роз'їздом Сіліп (відстань — 12 км) і станцією Пурікан (17 км). Відстань до ст. Тинда — 98 км, до ст. Бамівська — 82 км.